# Selenonein
Selenonein je organická sloučenina odvozená od ergothioneinu náhradou atomu síry (S) selenem (Se).
Selenonein byl nalezen v krvi tuňáků a dalších živočichů, jako jsou mořské želvy, makrely, a běluhy. Má antioxidační účinky, zachycuje reaktivní formy kyslíku a usnadňuje působení glutathion peroxidázy 1.
Selenonein vytváří mikroorganismy pomocí enzymů schopných vytvářet vazby selen-uhlík.
Selenonein inhibuje angiotenzinkonvertázu.
U obratlovců se dostává do buněk prostřednictvím OCTN1.
Selenonein reaguje s methylrtutí za vzniku tetraselenanového komplexu, který se rozkládá na selenid rtuťnatý, čímž u mořských obratlovců detoxikuje rtuť. U makrel, sardinek, a tuňáků, byla v menších množstvích nalezena podobná sloučenina Se-methylselenonein.
Na vzduchu se selenonein oxiduje na dimer obsahující diselenidovou vazbu (Se-Se).